# Parelleuscelus napensis
Parelleuscelus napensis es una especie de coleóptero de la familia Attelabidae.

## Distribución geográfica
Habita en Ecuador.